# فرناندو سرینا
فرناندو سرینا (انگلیسی: Fernando Serena; ۲۸ ژانویهٔ ۱۹۴۱ – ۱۵ اکتبر ۲۰۱۸) بازیکن فوتبال اهل اسپانیا بود.
از باشگاه‌هایی که در آن بازی کرده‌است می‌توان به باشگاه فوتبال رئال مادرید، باشگاه فوتبال رئال مادرید کاستیا، باشگاه فوتبال الچه، و باشگاه فوتبال اوساسونا اشاره کرد.
وی همچنین در تیم‌های ملی فوتبال زیر ۱۸ سال اسپانیا و اسپانیا بازی کرده‌است.